# Asystasia kerrii
Asystasia kerrii là một loài thực vật có hoa trong họ Ô rô. Loài này được Craib mô tả khoa học đầu tiên năm 1911.